# Orquídia tacada dels pantans
L'orquídia tacada dels pantans (Dactylorhiza maculata) és una espècie d'orquídies del gènere Dactylorhiza, de la subfamília Orchidoideae de la família de les Orchidaceae estretament relacionades amb el gènere Orchis. Es distribueix per tot Europa, arribant al Nord-oest d'Àfrica i per Sibèria. Són d'hàbits terrestres i tenen tubercles.